# China Telecommunications Corporation
China Telecommunications Corporation, tiếng Việt: Tổng công ty Viễn thông Trung Quốc, được thị trường biết đến với tên thương hiệu China Telecom là một doanh nghiệp nhà nước chuyên về viễn thông của Trung Quốc. Công ty là nhà cung cấp dịch vụ điện thoại cố định lớn nhất và là nhà cung cấp dịch vụ điện thoại di động lớn thứ 3 ở Trung Quốc. Tổng công ty có 3 công ty trên sàn chứng khoán: China Telecom Corporation Limited (tiếng Trung: 中国电信股份有限公司), China Communications Services Corporation Limited (tiếng Trung: 中国通信服务股份有限公司) và Besttone Holding Co., Ltd. (tiếng Trung: 号百控股股份有限公司).

## Lịch sử
Công ty có nguồn gốc là một cơ quan chính phủ của Bộ Bưu chính Viễn thông Trung Quốc. Vào ngày 27 tháng 4 năm 1995, nó đã được đăng ký như một pháp nhân riêng biệt với tên Directorate General of Telecommunications, P&T, China, dùng "China Telecom" như là tên thương hiệu. Ngày 17 tháng 5 năm 2000 nó đã được đăng ký như Tổng công ty Viễn thông Trung Quốc (China Telecommunications Corporation). Tháng 5 năm 2002, China Netcom Corporation được tách ra làm một công ty riêng biệt trực tiếp giám sát bởi Ủy ban Giám sát và Quản lý Tài sản Nhà nước của Hội đồng Nhà nước. Công ty cũng sở hữu các công ty con ở Bắc Kinh, Thiên Tân, Hà Bắc, Sơn Tây, Nội Mông, Liêu Ninh, Cát Lâm, Hắc Long Giang, Hà Nam và Sơn Đông, mà trước đây thuộc Tổng công ty Viễn thông Trung Quốc.
Vào ngày 10 tháng 9 năm 2002, China Telecom Corporation Limited đã được tách ra như một công ty niêm yết. Công ty niêm yết dần dần mua lại tài sản từ China Telecommunications Corporation. Tính đến  ngày 31 tháng 12 năm 2016, tuy nhiên, Tổng công ty Viễn thông Trung Quốc vẫn sở hữu tỷ lệ cổ phần chi phối trong công ty, với 70.89%.
Năm 2009 China Telecommunications Corporation thu thêm một số tài sản của China Satellite Communications.
Công ty cung cấp dịch vụ điện thoại cố định và  Xiaolingtong (Personal Handy-phone System) cho 216 triệu người, tính đến tháng 4 năm 2008, và Internet băng thông rộng cho 38 triệu thuê bao, chiếm 62% (46 Gbit/s) băng thông toàn Trung Quốc. Vào ngày 2 tháng 6 năm 2008,China Telecommunications Corporation tuyên bố rằng họ sẽ mua toàn bộ kinh doanh và tài sản CDMA của China Unicom cho 110 billion Nhân dân tệ, nâng tổng số thuê bao di động lên 43 triệu. Theo công ty, chi nhánh China Telecom Corp. (China Telecom Corp., Ltd.) đã trả 43.8 tỷ NDT, phần không công khai của China Telecom Group (China Telecommunications Corporation) đã chi 66,2 tỷ NDT.
Ngày 7 tháng 1 năm 2009, Tập đoàn Viễn thông Trung Quốc được trao chứng chỉ CDMA 2000 để mở rộng kinh doanh sang viễn thông 3G.